# 가좌고등학교 (경기)
가좌고등학교(佳佐高等學校)는 대한민국 경기도 고양시 일산서구 가좌동에 있는 공립 고등학교이다.

## 학교 연혁
- 2008년 1월 7일 : 가좌고등학교 설립인가
- 2008년 3월 1일 : 가좌고등학교 개교
- 2008년 3월 1일 : 초대 조의구 교장 취임
- 2008년 3월 1일 : 신입생 10학급 417명 입학
- 2008년 12월 31일 : 교훈탑 준공
- 2009년 2월 20일 : 특수학급 1학급 배치
- 2009년 4월 30일 : 1, 2학년 자기주도학습실(250석) 및 다목적 특기연습실 준공 개관
- 2009년 9월 1일 : 중앙도서관(세담터) 준공 개관
- 2011년 2월 10일 : 제1회 졸업식 (389명)
- 2022년 9월 1일 : 제5대 김태웅 교장 취임
- 2024년 2월 7일 : 제14회 졸업식(258명)
- 2024년 3월 4일 : 신입생 11학급 275명 입학

## 참고 자료
- 가좌고등학교 - 한국교육학술정보원 학교알리미